# Hypoxis hirsuta
Hypoxis hirsuta är en enhjärtbladig växtart som först beskrevs av Carl von Linné, och fick sitt nu gällande namn av Frederick Vernon Coville. Hypoxis hirsuta ingår i släktet Hypoxis och familjen Hypoxidaceae. Inga underarter finns listade i Catalogue of Life.

## Bildgalleri

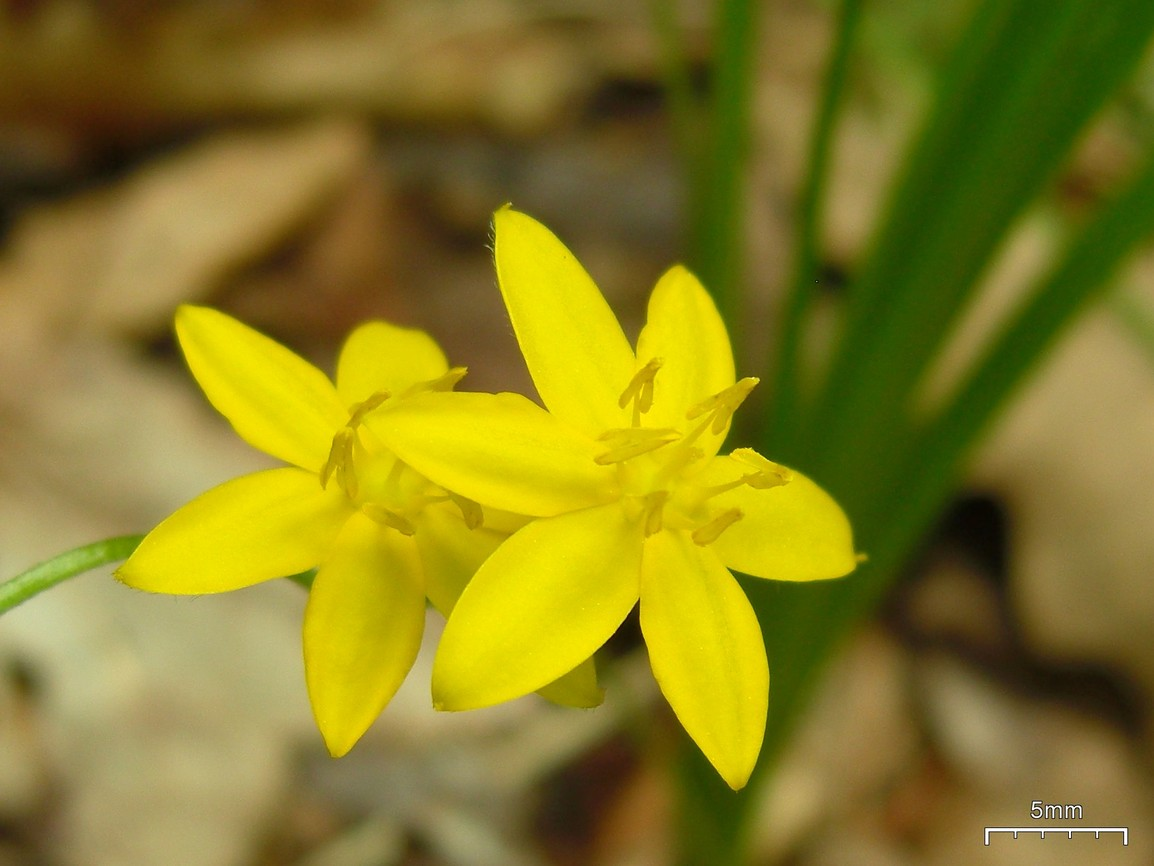
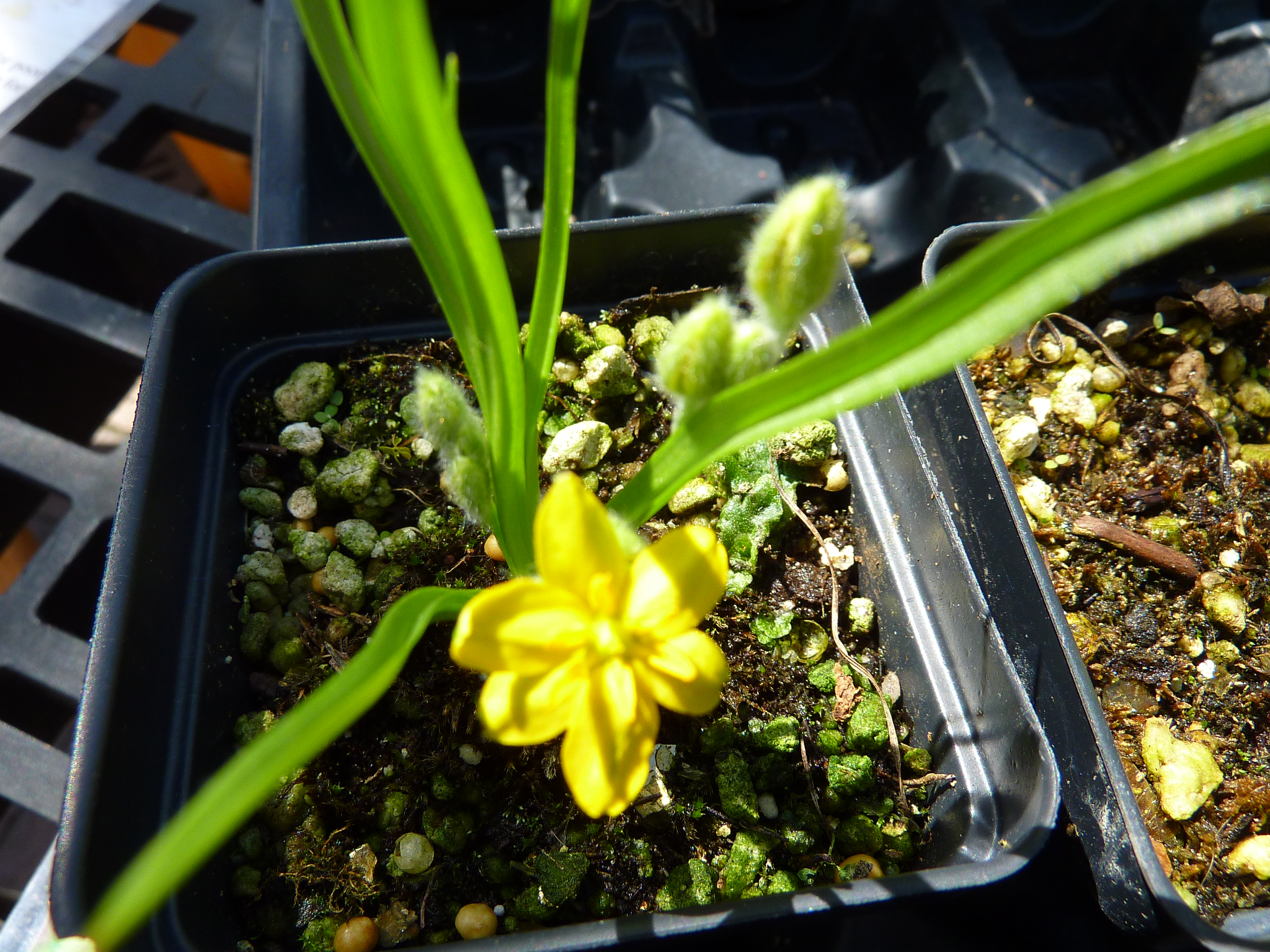
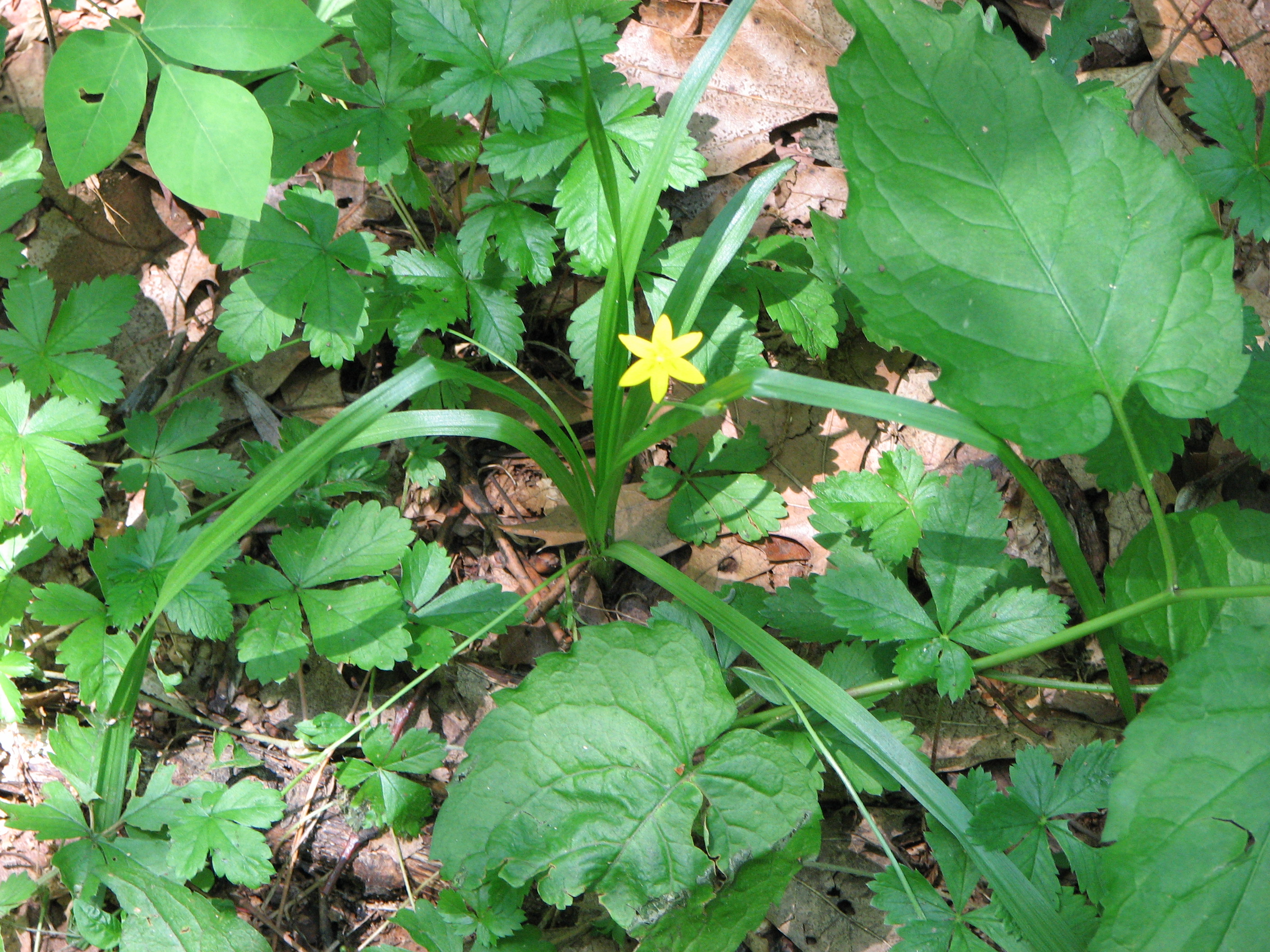